# Kalino, Șumen
Kalino (în bulgară Калино) este un sat în comuna Hitrino, regiunea Șumen,  Bulgaria. 

## Demografie
Componența etnică a satului Kalino
     Turci (86,2%)
     Nicio identificare (13,79%)
     Altele (0%)
La recensământul din 2011, populația satului Kalino era de 174 locuitori. Din punct de vedere etnic, majoritatea locuitorilor (86,2%) erau turci. Pentru 13,79% din locuitori nu este cunoscută apartenența etnică.